# Rubia chinensis
Rubia chinensis là một loài thực vật có hoa trong họ Thiến thảo. Loài này được Regel & Maack miêu tả khoa học đầu tiên năm 1861.